# Medalla Conmemorativa del 300.º Aniversario de San Petersburgo
La Medalla Conmemorativa del 300.º Aniversario de San Petersburgo (en ruso: Медаль «В память 300-летия Санкт-Петербурга») es una medalla conmemorativa estatal de la Federación de Rusia establecida por el Decreto Presidencial n.º 210 del 19 de febrero de 2003, para conmemorar el tricentésimo aniversario de la fundación de la ciudad de San Petersburgo.

## Estatuto de concesión
Según el estatuto de concesión la Medalla Conmemorativa del 300.º Aniversario de San Petersburgo se otorga aː
- Participantes en la defensa de Leningrado, durante la Segunda Guerra Mundial que fueron galardonados con la medalla por la Defensa de Leningrado;
- Ciudadanos galardonados con la insignia Residente del Leningrado sitiado;
- Trabajadores domésticos que trabajaron durante la Gran Guerra Patria de 1941-1945 en Leningrado y recibieron premios estatales;
- Ciudadanos galardonados con la Medalla Conmemorativa del 250.º Aniversario de Leningrado;
- Aquellos ciudadanos que hayan realizado una contribución significativa al desarrollo de la ciudad de San Petersburgo;

El Decreto Presidencial n.º 1099 de 7 de septiembre de 2010 eliminó la medalla de la lista de premios estatales de la Federación de Rusia, con lo que actualmente ya no se otorga.
La medalla se lleva en el lado izquierdo del pecho y, si hay otras medallas de la Federación de Rusia, se coloca después de la Medalla al Mérito en la Dirección del Censo de la Población de Todas las Rusias.
Cada medalla venía con un certificado de premio, este certificado se presentaba en forma de un pequeño folleto de cartón de 8 cm por 11 cm con el nombre del premio, los datos del destinatario y un sello oficial y una firma en el interior.

## Descripción

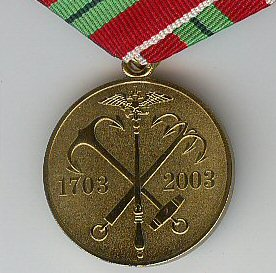
Reverso de la medalla

La Medalla Conmemorativa del 300.º Aniversario de San Petersburgo es una medalla circular de latón dorado de 32 mm de diámetro con un borde convexo por ambos lados. 
Su anverso lleva el retrato de perfil izquierdo del zar Pedro el Grande coronado con una corona de laurel. A lo largo de la circunferencia de la medalla, hay una inscripción en relieve «En conmemoración del 300 aniversario de San Petersburgo» (en ruso: В память 300-летия Санкт-Петербурга).
En el reverso de la medalla lleva el escudo de armas de la ciudad de San Petersburgo, un cetro levantado verticalmente sobrepuesto a dos anclas cruzadas: mar y río. A la izquierda del reverso, la inscripción en relieve «1703», a la derecha, «2003».
La medalla está conectada con un ojal y un anillo a un bloque pentagonal cubierto con una cinta de muaré de seda. Ancho de la banda - 24 mm. La cinta es roja, con dos franjas blancas a lo largo de los bordes, cada una de 1 mm de ancho, en el centro, hay una raya verde de 8 mm con una raya negra central de 1 mm.
El autor del diseño de la medalla es el artista Yevgueni Ukhnalev.